# Baron Stanmore

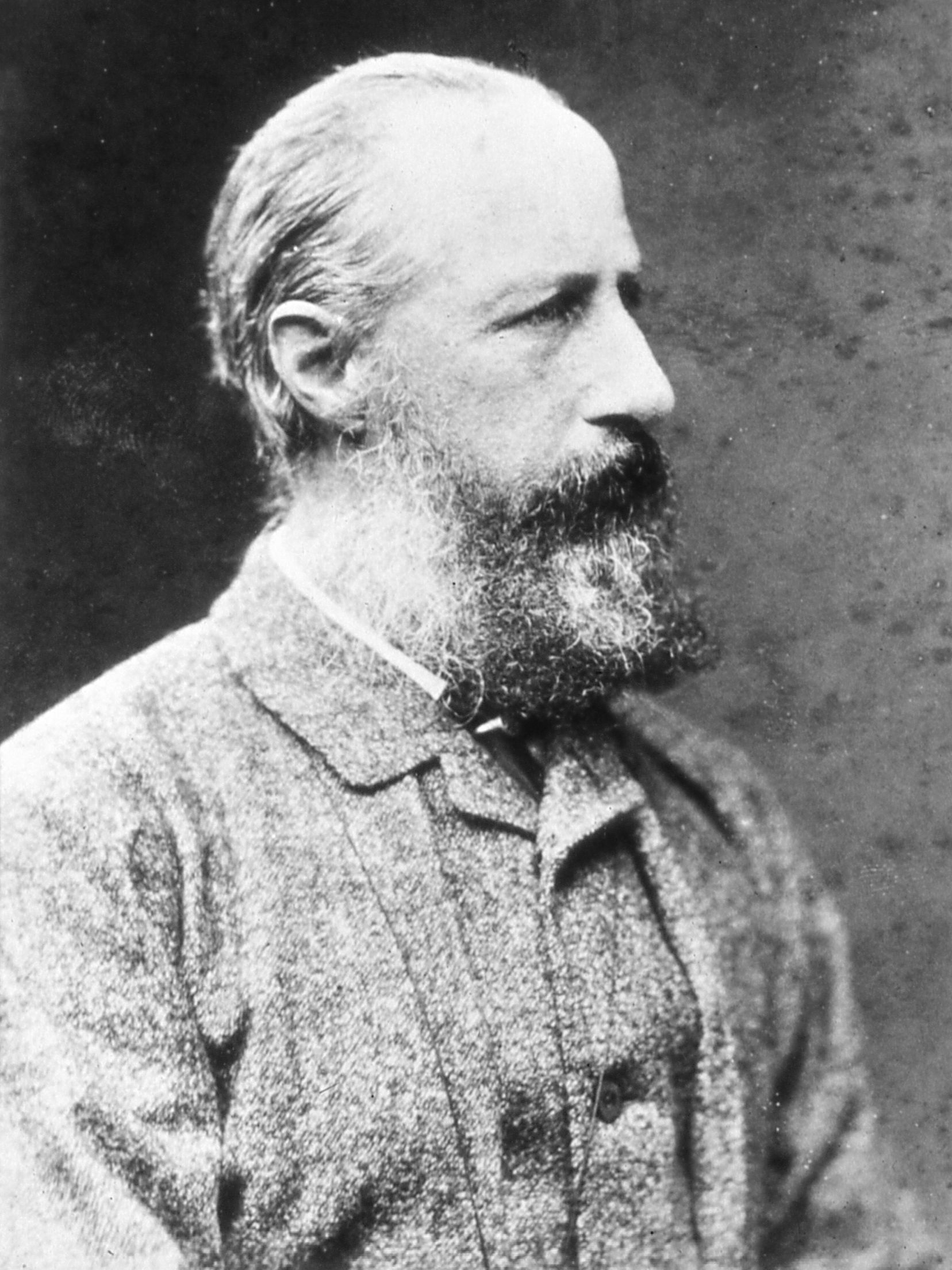
Arthur Hamilton-Gordon, 1. Baron Stanmore

Baron Stanmore, of Great Stanmore in the County of Middlesex, war ein erblicher britischer Adelstitel in der Peerage of the United Kingdom.
Der Titel wurde am 21. August 1893 für den Politiker und Kolonialgouverneur Sir Arthur Hamilton-Gordon geschaffen. Er war ein jüngerer Sohn des ehemaligen Premierministers George Hamilton-Gordon, 4. Earl of Aberdeen.
Der Titel erlosch beim Tod seines einzigen Sohnes, des 2. Barons, am 13. April 1957.

## Liste der Barone Stanmore (1893)
- Arthur Hamilton-Gordon, 1. Baron Stanmore (1829–1912)
- George Hamilton-Gordon, 2. Baron Stanmore (1871–1957)